# Teagueia
Teagueia es un género que tiene asignada diez especies de orquídeas, de la tribu Epidendreae perteneciente a la familia (Orchidaceae). 
El nombre del género se refiere a los sépalos fusionados que forman un saco.

## Hábitat
Se encuentran en los bosques nubosos de Ecuador en alturas de 2500 m s. n. m.

## Descripción
Es un género de plantas epífitas de tamaño diminuto, que prefiere climas cada vez más frescos,  con delgados, erectos ramicauls envueltos por 1 a 2 delgadas y tubulares vainas y con una sola hoja apical, erecta, coriácea, elíptica y  basal. Con una inflorescencia  erecta de 7,5 cm de largo, con sucesivamente 2 a 3 flores, inflorescencia en racimo cerca de la mitad de la ramicaul delgada y tiene brácteas florales

## Especies
| - Teagueia alyssana - Teagueia cymbisepala - Teagueia jostii - Teagueia lehmannii - Teagueia phasmida | - Teagueia rex - Teagueia sancheziae - Teagueia teaguei - Teagueia tentaculata - Teagueia zeus |